# Dámy z Llangollenu

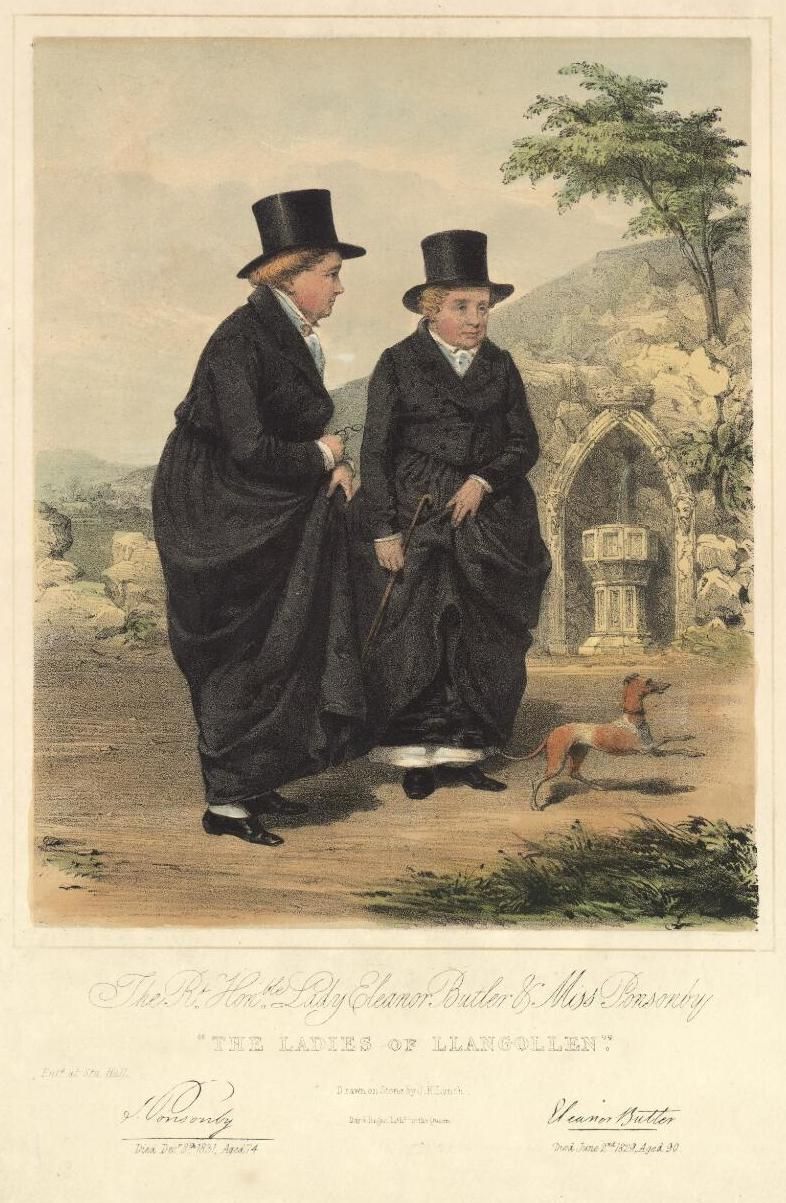
Dámy z Llangollenu – Eleanor Butler a Sarah Ponsonby

Dámy z Llangollenu bylo označení pro Eleanor Butler (11. května 1739 Kilkenny – 2. července 1829 Llangollen) a Sarah Ponsonby (1755 – 9. prosince 1831 Llangollen), dvě irské šlechtičny, které společně žily jako pár. Jejich vztah byl současníky vnímán jako skandální a fascinující. Pár žen se v roce 1780 přestěhoval do domu v Llangollenu v severním Walesu poté, co opustily Irsko, aby unikly společenskému tlaku konvenčních manželství. V průběhu let je navštívila řada významných hostů jako byli Percy Bysshe Shelley, George Gordon Byron, Arthur Wellesley a William Wordsworth, který o nich napsal sonet.

## Život
Eleanor Charlotte Butler pocházela z rodiny Butlerových, hrabat a později vévodů z Ormondu. Byla dcerou Waltera Butlera, 16. hraběte z Ormondu a Eleanor Morres. Její rodina, jejímž sídlem byl hrad Kilkenny ji považovala za přespříliš vzdělanou knihomolku. Mluvila plynně francouzsky. Své vzdělání získala v kláštěře ve Francii.
Sarah Ponsonby byla sirotkem a jako dítě žila se svými příbuznými ve Woodstocku v hrabství Kilkenny. Jejími rodiči byli Chambré Brabazon Ponsonby a Louisa Lyons. Byla sestřenicí z druhého kolene Fredericka Ponsonbyho, 3. hraběte z Bessborough, a tedy i sestřenicí z druhého kolena jeho dcery lady Caroline Lamb.
Jejich rodiny žily od sebe 25 km. Ženy se setkaly v roce 1768 a brzy se sblížily. V průběhu let vytvořily plán na vyvoření soukromého venkovského útočiště. Jejich snem bylo žít společně netradiční život.

### Wales

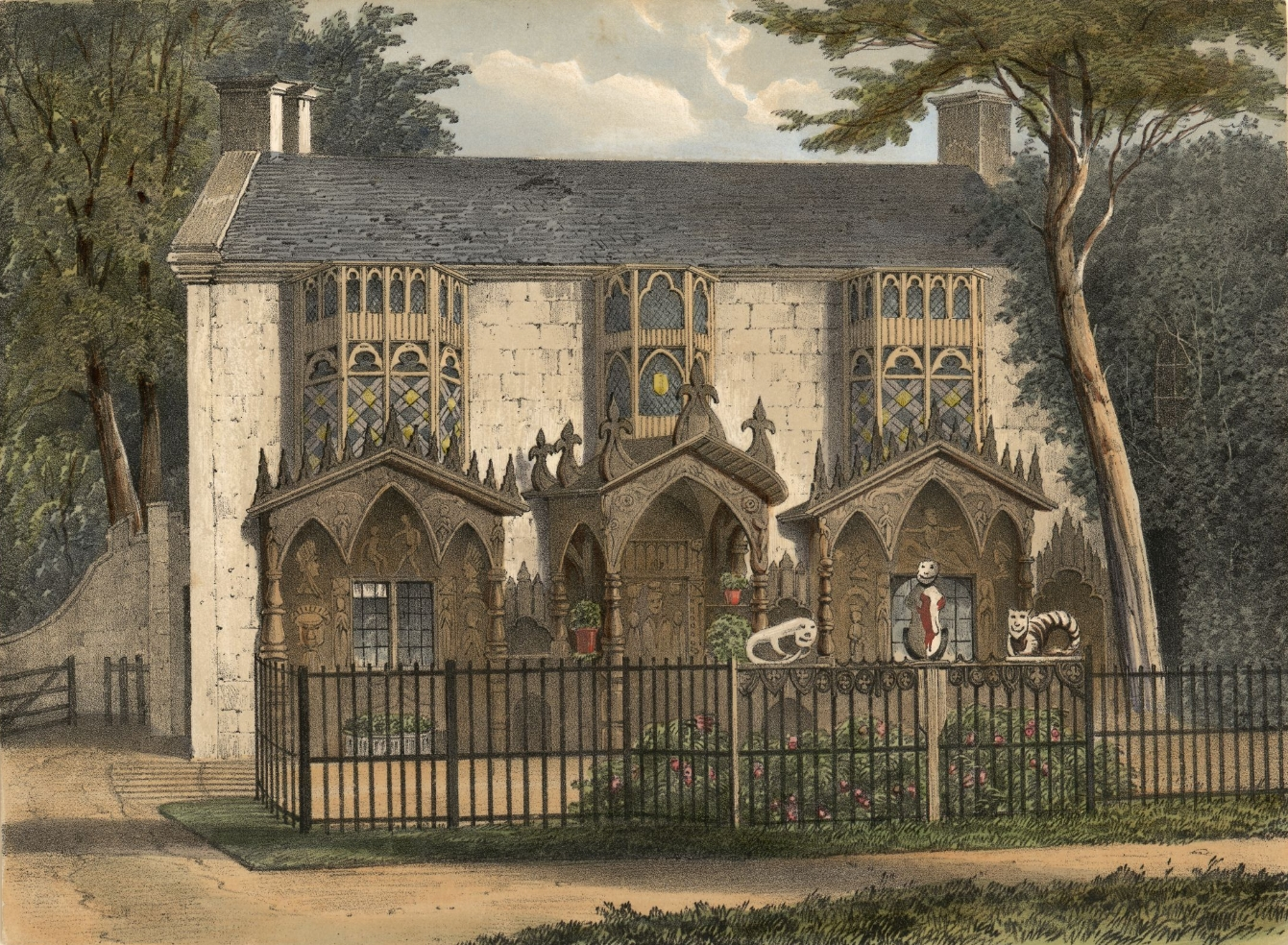
Plas Newydd poblíž Llangollenu (1840)

Než aby čelily možnosti, že budou nuceny uzavřít nechtěný sňatek, raději spolu v dubnu 1778 opustily hrabství Kilkenny. Jejich rodiny je našly a násilím se je snažily přimět, aby se vzdaly svých plánů – marně. Ženy se přestěhovaly se do Walesu a poté poslaly pro služebnou Sarah, Mary Caryll, která s nimi žila a pracovala pro ně po zbytek svého života.
Když uskutečnily svůj plán, podnikly cestu po velšském venkově a nakonec se usadily v severním Walesu. Nejprve žily v pronajatém domě ve vesnici Llangollen. V roce 1780 se přestěhovali do malého domku kousek za vesnicí, který nazvali Plas Newydd neboli „nové sídlo”. Zde pokračovaly v životě podle svých představ, ačkoli se mohly spolehnout jen na skromné příjmy od příbuzných, kteří neschvalovali jejich způsob života, a nakonec na důchod z občanského seznamu. Plas Newydd „vylepšily” v gotickém stylu velšským dubovým obložením, špičatými oblouky, vitrážovými okny a rozsáhlou knihovnou, v níž přijímaly své četné hosty. Najaly zahradníka, lokaje a dvě služebné. To však vedlo ke značnému zadlužení a musely se spoléhat na štědrost přátel.
Svůj čas věnovaly přijímání řady přátel a zvědavých návštěvníků, rozsáhlé korespondenci, soukromému studiu literatury a jazyků a zvelebování svého majetku. V průběhu let přistavěly kruhový kamenný chlív a vytvořily honosnou zahradu. Eleanor si o jejich aktivitách vedla deník. Obyvatelé Llangollenu jim říkali jednoduše „Dámy”.

### Proslulost a popularita
Po několika letech jejich život přitáhl zájem okolního světa. Jejich dům se stal útočištěm návštěvníků cestujících mezi Dublinem a Londýnem, mezi nimiž byli spisovatelé jako Anna Seward, Robert Southey, William Wordsworth, Percy Shelley, George Gordon Byron a Walter Scott, ale také vojevůdce vévoda z Wellingtonu a průmyslník Josiah Wedgwood. Na návštěvu přijela i aristokratická spisovatelka lady Caroline Lamb, která se narodila v Ponsonby. Navštívila je i Anne Lister z Yorkshiru, kterou jejich vztah pravděpodobně inspiroval k neformálnímu sňatku s vlastní milenkou. I cestovatelé z kontinentální Evropy o Dámách slyšeli a přijeli je navštívit, obdivně o nich psal například princ Hermann von Pückler-Muskau, německý šlechtic a krajinář.
Dámy byly známé po celé Británii, ale říkalo se, že vedly „poněkud nevzrušivý život”. Královna Šarlota chtěla vidět jejich dům a přesvědčila krále Jiřího III.,aby jim udělil penzi. Nakonec je i jejich rodiny začaly tolerovat.

### Soukromí
Dámy spolu žily 50 let. Jejich knihy a sklenice nesly iniciály obou a i své dopisy podepisovaly společně. Ke konci života se obě oblékaly do černých jezdeckých hábitů a pánských cylindrů. Někteří návštěvníci to považovali za výstřední a zastaralé – zejména pudr na vlasy, ale sousedé si mysleli, že oblečení je praktičtější pro život na venkově.
Během jejich života i po něm kolovaly zvěsti, že spolu měly sexuální vztah, což bylo i naznačeno v časopise z roku 1791. Podle spisovatelky Patricie Hampl, byly Dámy touto myšlenkou zděšeny a proti charakteristice jaká jim byla přiřknuta v časopisu se ohradily do té míry, že se radily s Edmundem Burkem o možnosti časopis zažalovat pro pomluvu.
V ostrém kontrastu s texty jejich současnice Anne Lister, není v jejich rozsáhlé korespondenci ani denících nic, co by svědčilo o sexuálním vztahu. Někteří považují vztah Eleanor Butler a Sarah Ponsonby za bostonské manželství, respektive za romantický vztah dvou žen, které se rozhodly žít spolu a mít vztah „podobný manželství”. Jiní usuzují, že je pojilo nesexuální romantické přátelství. Historička Norena Shopland tvrdí, že moderní přístupy, jejichž cílem je odlišit vztah osob stejného pohlaví od romantického přátelství, naznačují, že měly sexuální vztah. Podle Fiony Brideoake je označení queer vhodnější než anachronické a specifické označení lesba, zejména proto, že queer je široký pojem a významně ho definuje odlišnost od typičnosti. Brideoake píše, že jejich vztah byl ostatními lidmi oslavován jako forma truchlení nad vztahy, které nemohli navázat.
Coyle vypráví, že „řada jejich domácích psů dostala jméno Sappho.

### Smrt a odkaz

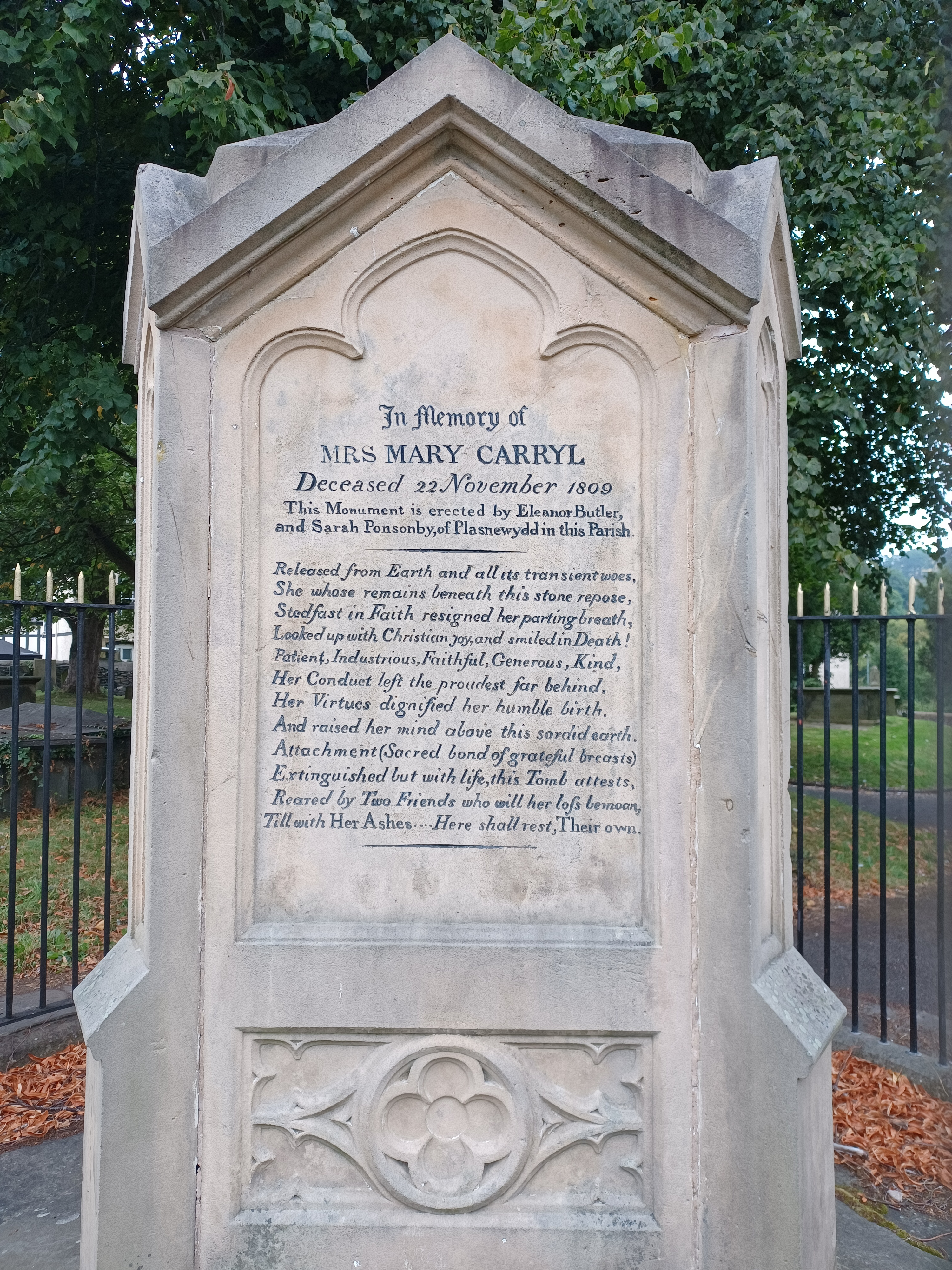
Památník Dam z Llangollenu na hřbitově u kostela St Collen's

Mary Caryll zemřela jako první 22. listopadu 1809. Eleanor Butler zemřela 2. června 1829 ve věku 90 let. Sarah Ponsonby zemřela o dva roky později 9. prosince 1831 ve věku 76 let. Všechny tři ženy jsou pohřbeny společně v kostele St Collen's v Llangollenu. V Plas Newydd je nyní muzeum, které spravuje rada hrabství Denbighshire.
Na počest Eleanor Butler je pojmenován kopec Butler's Hill nedaleko Plas Newydd. Veřejný dům Ponsonby Arms, památkově chráněná budova II. stupně na Mill Street v Llangollenu, má být údajně pojmenována po Sarah Ponsonby.

## V kultuře
- William Wordsworth o Dámách napsal sonet „To the Lady E.B and the Hon. Miss P”.
- Anna Seward o nich napsala v roce 1796 báseň „Llangollen Vale”, ve které je spojuje s „cudnou provinčností”.
- Dámy se objevily v „lehce zastřeném životopisném románu” Chase of the Wild Goose (v překladu: Honba za divokou husou) od průkopnice ženské medicíny a spisovatelky Mary Gordon, který původně vydali Leonard a Virginia Woolfovi v roce 1936 v nakladatelství Hogarth Press. Kniha byla znovu vydána a přejmenována na The Llangollen Ladies: The Story of Lady Eleanor Butler and Miss Sarah Ponsonby, Known as the Ladies of Llangollen (v překladu: Dámy z Llangollenu: Příběh lady Eleanor Butlerové a slečny Sarah Ponsonbyové, známých jako Dámy z Llangollenu).[13] Gordon tvrdí, že během návštěvy v Plas Newydd v roce 1934 viděla zjevení dam, což ji inspirovalo k poznání jejich života. Jak Gordon vypráví v závěrečné části knihy „The Ladies Meet Me,“ věřila, že je „duchovním potomkem” Mary Butler a Sarah Ponsonby, a oslavovala je jako feministické předchůdkyně modernistických vědkyň, profesionálek a „přítelkyň, které raději žijí spolu”.
- Příběh dam (spolu s jejich příběhem o duchách) je popsán v jedné z kapitol knihy Queer Hauntings: True Tales of Gay and Lesbian Ghosts z roku 2009 od Kena Summerse.[14]
- V dubnu 2011, ve stejném měsíci, kdy se v Irsku uzavřelo první partnerství podle zákona o partnerském soužití a některých právech a povinnostech osob žijících ve společné domácnosti z roku 2010, odvysílala irská státní televize RTÉ 45minutový rozhlasový dokument o životě Eleanor Butler a Sarah Ponsonby s názvem An Extraordinary Affair. V něm byla položena otázka, zda jsou prvním otevřeně lesbickým párem v Irsku.
- V roce 2014 se Dámy z Llangollenu a Plas Newydd objevily v úvodní sekvenci seriálu BBC o nákupu nemovitostí Escape to the Country ve 21. episodě „North Wales” 22. série.[15]
- V únoru 2016 se Dámy z Llangollenu objevily v 7. epizodě 3. série pořadu Záhady hradů kanálu Travel Channel.[16]
- V únoru 2020 byly pohřebiště a památník dam požehnány při zvláštní bohoslužbě u příležitosti Měsíce historie LGBT v kostele svatého Collena v Llangollenu. Poctu odkazu Dam přednesl hudbou zpěvák Ian Shaw.[17]
- V roce 2022 byl jejich příběh zdramatizován v představení v divadle Theatr Clwyd: „Celebrated Virgins: The Story of the Ladies of Llangollen” (překlad: Slavné panny: Příběh Dam z Llangollenu). Autorkou scénáře je Katie Elin Salt a režisérkou Eleri B. Jones.[18]
- V knize Learned by Heart (2023) od Emmy Donoghue jsou označovány za „pár irských sestřenic”, které utekly do Walesu.[19]
- V románu Zadie Smith The Fraud na ně protagonistka paní Touchet opakovaně toužebně naráží v souvislosti s vlastním „přesvědčováním”.

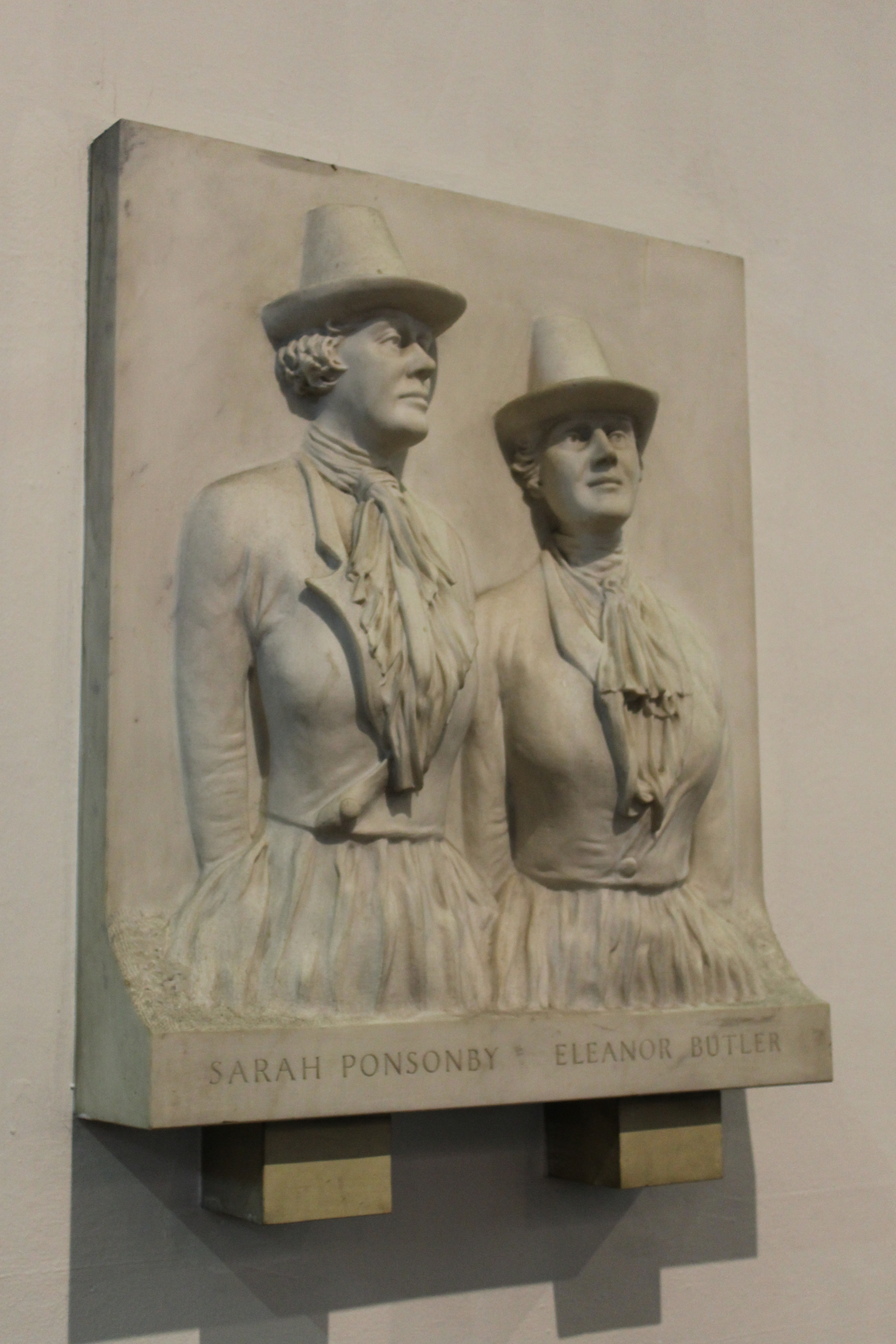
Památník Dam z Llangollenu na kostele St. Collen's, Denbighshire
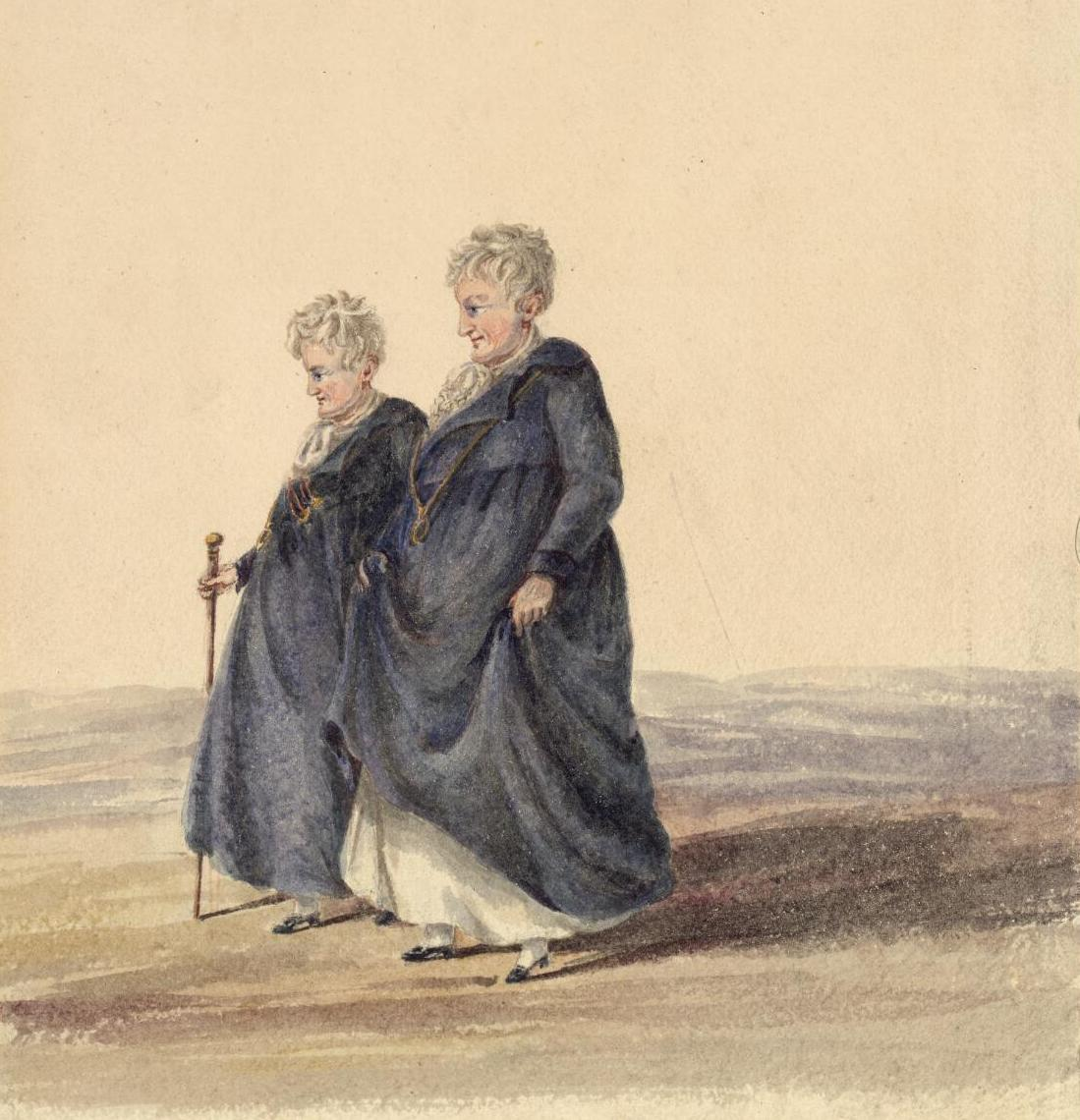
Dámy z Llangollenu (1819)
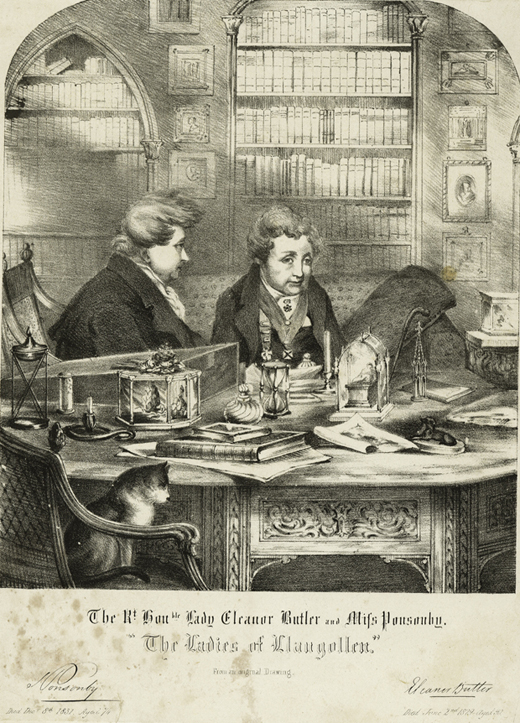
Eleanor Butler a Sarah Ponsonby
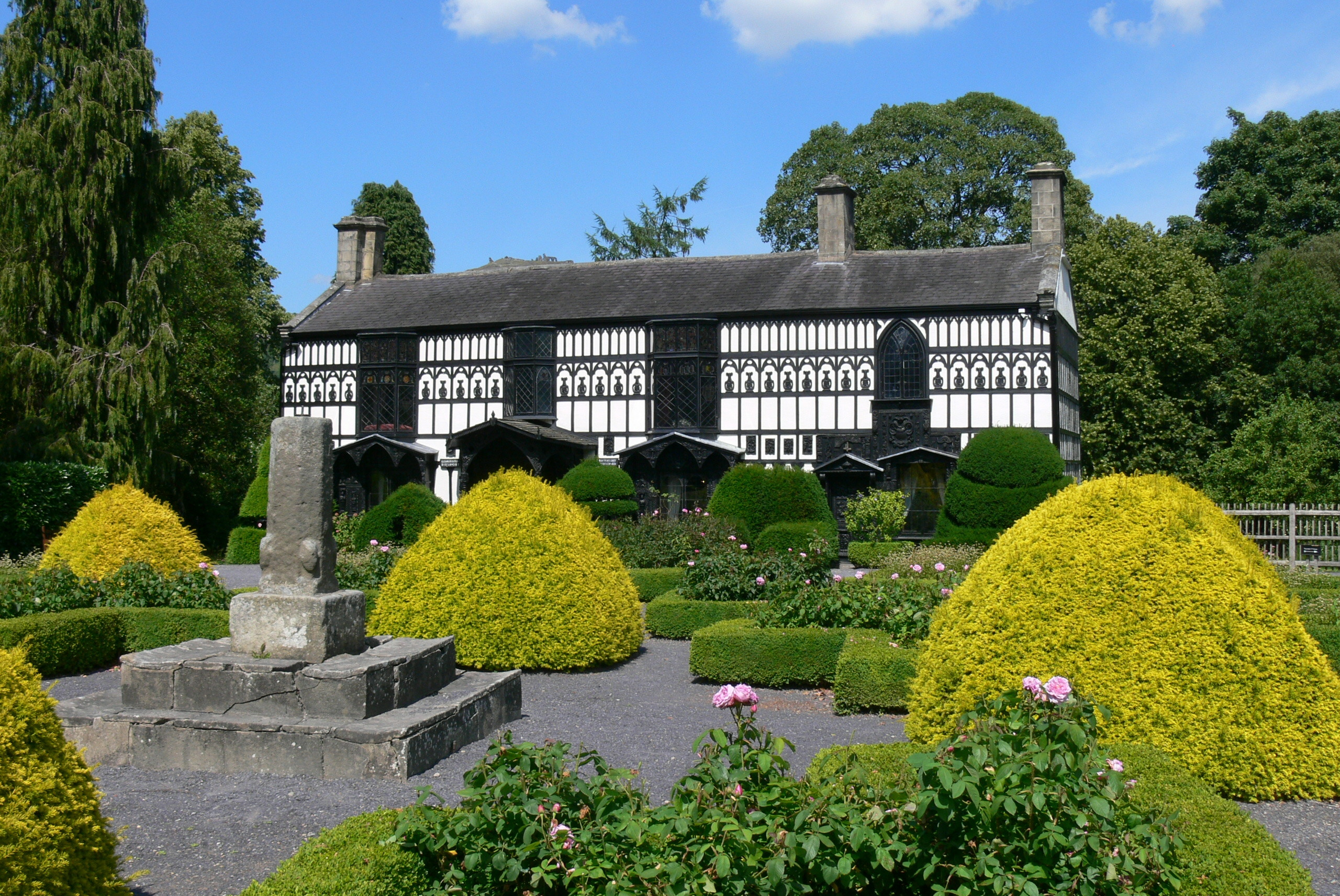
Plas Newydd
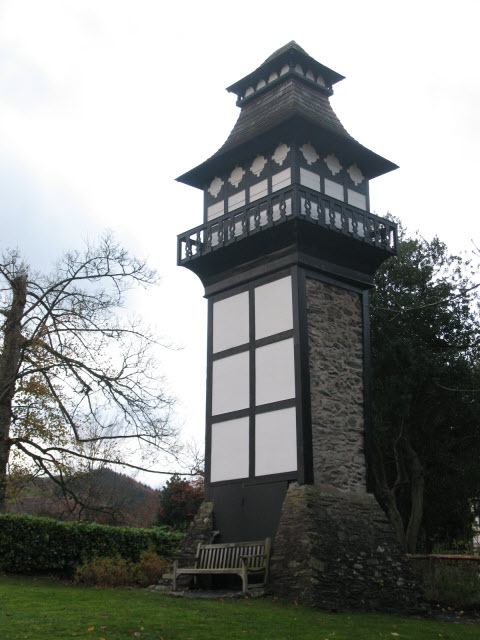
Plas Newydd, věž
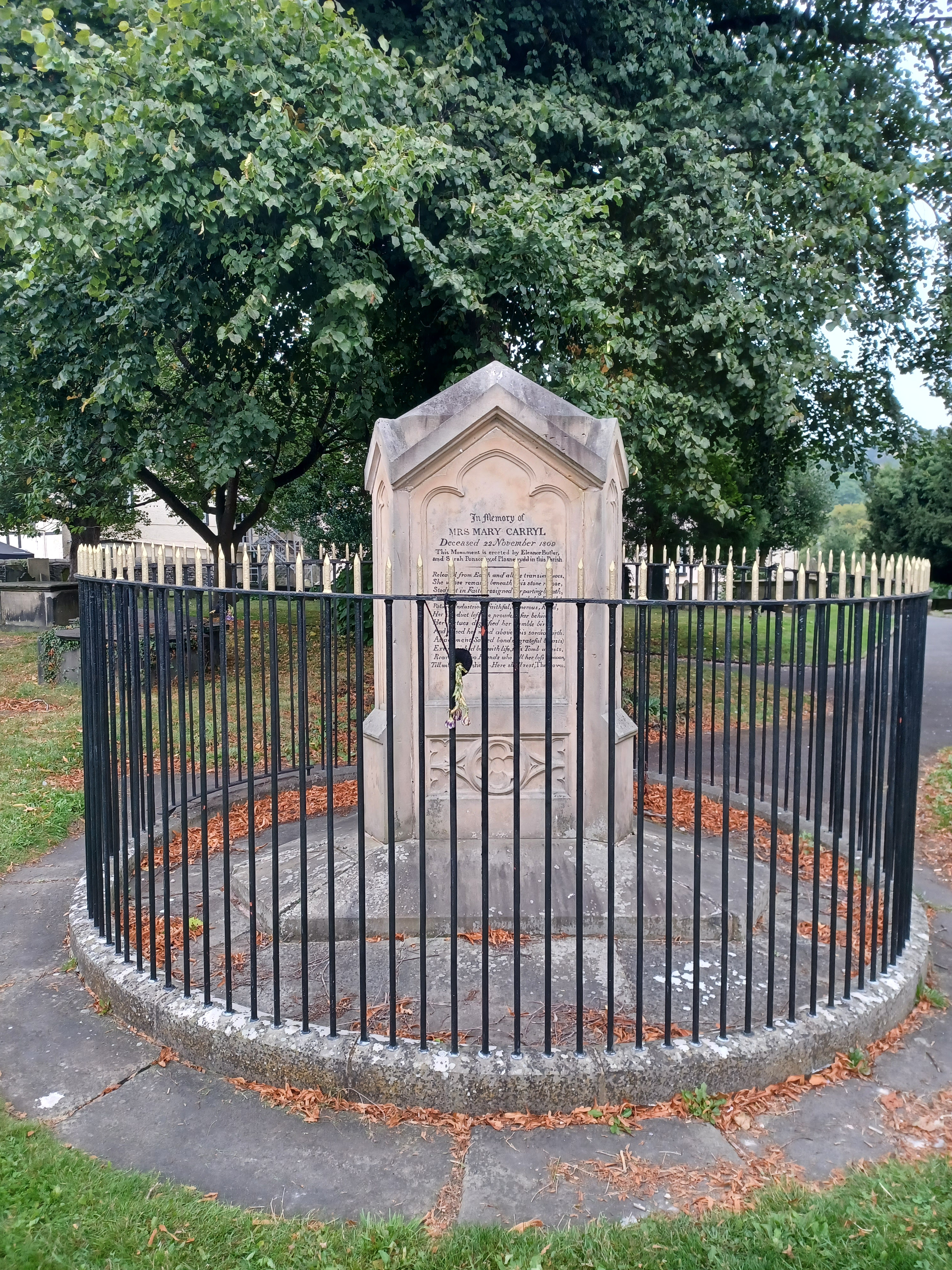
Památník Dam z Llangollenu